# Брозголь Павло Михайлович
Павло Михайлович Брозго́ль (10 травня 1933, Харків — 2 травня 2004, Харків) — український живописець; член Харківської організації Спілки радянських художників України з 1970 року. Батько художника Михайла Брозголя.

## Біографія
Народився 10 травня 1933 року в місті Харкові (нині Україна). Упродовж 1948—1953 років навчався у Харківському художньому училищі, був учнем Льва Фітільова, Ю.Бикова, В. Забашти.
У 1954 році працював у торговельній рекламі; протягом 1955—1970 років — у Художньому фонді Української РСР; з 1970 року на творчій роботі. Мешкав у Харкові в будинку на Московському проспекті, № 236, квартира № 69 та у будинку на вулиці Світлій, № 17, квартира № 61. Помер у Харкові 2 травня 2004 року.

## Творчість
Працював у галузі станкового живопису. На початку творчості писав реалістичні портрети; у 1970–1980 роках перейшов на засади нонконформізму, розвивав традиції кубофутуризму. Серед робіт:
- «Північне село» (1960);
- «Художник Левітан» (1963);
- «1941-й рік» (1966);
- «Незабутнє» (1968);
- «Про осінь» (1973);
- «Натюрморт із хлібами» (1975);
- «Годинник» (1975);
- «Дзеркало» (1976);
- «Натюрморт з чайником» (1987)[2];
- «Червоний диван» (1989);
- «Субота» (1990);
- «Композиція» (1991)[2];
- «Натюрморт з гітарою» (1992)[2];
- «Натюрморт з лампою» (1993)[2];
- «Молитва» (1993).

Брав участь в обласних, республіканських, зарубіжних виставках з 1960 року. Персональні виставки відбулися у Тель-Авіві у 1990 році; Харкові у 1993, 1999, 2001 роках; Карлсруе, Еттлінгені у 1997 році. 
Окремі роботи художника зберігаються у Харківському художньому музеї та художньому музеї міста Зіммерлі (США). 